# Eagle River, Alaska
Eagle River är ett samhälle i Alaska i USA. Det är beläget i Anchorage kommun.

### Fotnoter
1. ↑  läs online, dcra-cdo-dcced.opendata.arcgis.com .[källa från Wikidata]